# Bonin-Erddrossel
Die Bonin-Erddrossel (Zoothera terrestris), auch als Bonindrossel bezeichnet, ist eine ausgestorbene Drosselart aus der Gattung der Erddrosseln (Zoothera).

## Beschreibung
Die Bonin-Erddrossel erreichte eine Länge von 23 Zentimeter. Die Flügellänge betrug 9,9 Zentimeter, die Schwanzlänge 6,6 Zentimeter, der Schnabelfirst 2,2 Zentimeter und der Lauf 2,8 Zentimeter. Die Oberseite war allgemein olivbraun. Am Bürzel, an den Oberschwanzdecken und am Schwanz ging die Färbung in ein kastanienbraun über. Die Innenfahnen der Federn waren gewöhnlich dunkler und zeichneten auf dem Rücken eine feine schwarze Strichelung. Die Zügel waren dunkelbraun, der Augenstreif dunkel. Die Unterflügeldecken waren braun bis dunkelbraun, schwarz umsäumt und hatten breite olivfarbene Spitzen. Die Außenfahnen der schwarzen Handdecken waren oliv. Die Schirmfedern hatten braune Außenfahnen und olivfarbene Innenfahnen. Die Armschwingen waren braun und oliv umsäumt. Die Handschwingen waren braun. Die Unterseite war olivbraun und ging am Kinn, an der Kehle und an der Bauchmitte in eine Weißfärbung über. Die Unterschwanzdecken waren braun. Oberkopf, Brust und Kehlseiten waren durch eine feine braune Strichelung gekennzeichnet. Schnabel, Beine, Füße und Krallen waren hornfarben.

## Vorkommen
Der einzige Ort, wo sie jemals vorkam, war Chichi-jima in den Bonin-Inseln. Theoretisch könnte sie auch auf den Nachbarinseln Ani-jima und Otōto-jima gelebt haben, aber dies ist nicht durch Beobachtungen belegt. Die Art wurde nur einmal von einem Naturforscher beobachtet, ihrem Entdecker Heinrich von Kittlitz. Er begegnete dieser Drossel in den Küstenwäldern, wo sie sich gewöhnlich am Boden aufhielt. Vermutlich war sie ein Bodenbrüter.

## Aussterben
Als Heinrich von Kittlitz das erste Mal im Jahre 1827 mit der Beechey-Pazifikexpedition die Insel Chichi-jima besuchte, fand er als einzigen endemischen Vogel den Bonin-Kernbeißer vor. Erst bei seiner zweiten Reise auf die Insel im Jahre 1828 entdeckte er die Bonin-Erddrossel, die auf der ersten Expedition übersehen wurde. Beide Vogelarten verbindet ein ähnliches Schicksal. Die Bonin-Erddrossel war bei ihrer Entdeckung noch recht häufig, aber bereits 1828 wurden Hausziegen, Schafe und Schweine als Proviant auf die Insel gebracht. Während Ziegen und Schafe die Vegetation zerstörten, waren die am Boden lebenden Vögel eine leichte Beute für verwilderte Hunde und Katzen sowie für die eingeschleppten Ratten. Um das Jahr 1830 waren sowohl die Bonin-Erddrossel als auch der Bonin-Kernbeißer ausgerottet.
Die einzigen Museumsexemplare befinden sich im Museum Naturalis in Leiden (ein Exemplar), im Naturhistorischen Museum in Wien (ein Exemplar), im Naturmuseum Senckenberg in Frankfurt am Main (ein Exemplar) und in der Russischen Akademie der Wissenschaften in Sankt Petersburg (zwei Exemplare).